# Liste lateinisch-deutscher Verwandtschaftsbezeichnungen
In der folgenden Liste lateinisch-deutscher Verwandtschaftsbezeichnungen sind Bezeichnungen aufgeführt, die in Quellen der Antike bis ins Mittelalter, in Kirchenbüchern sogar bis zur Französischen Revolution anzutreffen sind. Dabei ist zu berücksichtigen, dass besonders in nachklassischer Zeit die Begriffe verwischen und somit die Exaktheit der Angaben in den Quellen manchmal zweifelhaft ist.

## Vorfahren
| Latein   | Deutsch      | Bemerkungen                                                                                                  |
| -------- | ------------ | --- |
| pater    | Vater        | |
| mater    | Mutter       | matre orba = mutterlos                                                                                       |
| parentes | Eltern       | allgemeiner: Vorfahren, Angehörige, aber auch: Gründer, Stifter, im Singular (parens) auch Mutter oder Vater |
| avus     | Großvater    | allgemeiner: Ahn, insbesondere im Plural avi = Ahnen                                                         |
| avia     | Großmutter   | auch ava |
| proavus  | Urgroßvater  | abavus = Ururgroßvater                                                                                       |
| proavia  | Urgroßmutter | abavia = Ururgroßmutter                                                                                      |

## Nachkommen
| Latein    | Deutsch               | Bemerkungen |
| --------- | --------------------- | --- |
| liberi    | Kinder                | |
| filius    | Sohn                  | im Plural auch filii = Kinder; auch z. B.: filius legitimus = rechtmäßiger (ehelicher) Sohn, filius naturalis = unehelicher Sohn (und legitimatio per matrimonium subsequens = Legitimation durch nachfolgende Ehe), filius inventus und filius expositus = Findling;                                                         |
| filia     | Tochter               | auch z. B.: filia hospitalis = Haustochter, filia relicta = hinterbliebene Tochter |
| infans    | (kleines) Kind        | Infant: auf der Iberischen Halbinsel ab dem 13. Jahrhundert Titel der Kinder des Königs |
| nepos     | Enkel, Neffe          | allgemeiner: Nachkomme; zur genaueren Bezeichnung: nepos ex filia = Enkel als Sohn der Tochter, nepos ex filio = Enkel als Sohn des Sohnes, nepos ex fratre = Neffe als Sohn des Bruders, nepos ex sorore = Neffe als Sohn der Schwester; auch: Vettern verschiedenen Grades und dadurch allgemeine Bezeichnung für Verwandte |
| neptis    | Enkelin, Nichte       | weitere Bezeichnungen analog nepos |
| pronepos  | Urenkel, Großneffe    | pronepos ex fratre = Enkel des Bruders, pronepos ex sorore = Enkel der Schwester |
| proneptis | Urenkelin, Großnichte | weitere Bezeichnungen analog pronepos |

## Absteigende Seitenlinie
| Latein        | Deutsch                                                                                 | Bemerkungen |
| ------------- | --------------------------------------------------------------------------------------- | --- |
| frater        | Bruder                                                                                  | frater carnalis = frater germanus = leiblicher Bruder, frater geminus = frater gemellus = Zwillingsbruder; frater ex patre = (Halb-)Bruder vom Vater her, frater uterinus = Halbbruder durch die Mutter; im weiteren Sinne: Geschwisterkind, Vetter; auch: Mönch, also Bruder eines geistlichen Ordens, frater conscriptus = zugeschriebener Bruder, ein Laie, der als Mitbruder in ein Kloster aufgenommen wird, aber im weltlichen Stand bleibt; frater conventus de domo = Domherr, Kanoniker, Mitglied eines Domkapitels; Angehöriger einer Genossenschaft, Gilde, Zunft |
| soror         | Schwester                                                                               | soror germana = leibliche Schwester, soror gemina = Zwillingsschwester, soror uterina = Halbschwester durch die Mutter, sororis filia = Tochter der Schwester, sororis filius = Sohn der Schwester; sorores patrueles = Töchter zweier Brüder; auch: Geschwisterkind, Schwägerin; auch: Nonne |
| patrueles     | Geschwisterkinder, deren Väter Brüder sind                                              | patrueles fratres = Geschwistersöhne, deren Väter Brüder sind, patrueles sorores = Geschwistertöchter, deren Väter Brüder sind |
| consobrini    | Geschwisterkinder, deren Mütter Schwestern sind                                         | auch: Geschwisterkinder allgemein, einschließlich patrueles und amitini |
| amitini       | Geschwisterkinder, wenn der Vater des einen und die Mutter des anderen Geschwister sind | auch: Nichten und Neffen |
| amitini magni | Geschwisterenkel                                                                        | auch: Großnichten, Großneffen, durch die Großeltern verwandte Personen |

## Aufsteigende Seitenlinie
| Latein       | Deutsch                    | Bemerkungen |
| ------------ | -------------------------- | --- |
| patruus      | Onkel (Vatersbruder)       | patruus magnus = Großvatersbruder (Großonkel), patruus maior (nachklassisch) = propatruus = Bruder des Urgroßvaters, patruus maximus = abpatruus = Bruder des Ururgroßvaters |
| amita        | Tante (Vatersschwester)    | amita magna = Großvatersschwester (Großtante), amita maior (nachklassisch) = proamita = Schwester des (väterlichen) Urgroßvaters, amita maxima = Schwester des (väterlichen) Ururgroßvaters |
| avunculus    | Onkel (Muttersbruder)      | veraltet: Oheim, auch: Onkel als Ehemann der Schwester der Mutter; im Mittelalter auch Bruder des Vaters oder Vetter des Vaters oder der Mutter; avunculus magnus = Großmuttersbruder, avunculus maior (nachklassisch) = proavunculus, avunculus maximus = abavunculus = Bruder der Urgroßmutter |
| matertera    | Tante (Muttersschwester)   | veraltet: Muhme, matertera magna = Schwester der Großmutter (Großtante), matertera maior = promatertera, matertera maxima = abmatertera = Schwester der Ururgroßmutter (auch Schwester der Urgroßmutter)                                                                                         |
| propatruus   | Bruder des Urgroßvaters    | auch: Bruder des Großvaters, nachklassisch: patruus maior |
| proavunculus | Bruder der Urgroßmutter    | auch: Bruder der Großmutter, nachklassisch: avunculus maior |
| proamita     | Schwester des Urgroßvaters | auch: Schwester des Großvaters, nachklassisch: amita maior |
| promatertera | Schwester der Urgroßmutter | auch: Schwester der Großmutter, nachklassisch: matertera maior |

## Ehe, Schwägerschaft etc.
| Latein          | Deutsch          | Bemerkungen                                                                                             |
| --------------- | ---------------- | --- |
| coniux, coniunx | Ehemann, Ehefrau | coniugium = matrimonium = Ehe, aber auch: copulati sunt = verbunden werden                              |
| maritus         | Ehemann          | |
| uxor, marita    | Ehefrau          | de iure uxoris = aus dem Recht der Ehefrau, bezogen auf den Ehemann als Inhaber eines Titels            |
| socer           | Schwiegervater   | socer magnus = Vater des Schwiegervaters oder Schwiegermutter etc.; als Plural soceri = Schwiegereltern |
| socrus          | Schwiegermutter  | socrus magna = Mutter des Schwiegervaters oder der Schwiegermutter etc.                                 |
| gener           | Schwiegersohn    | veraltet: Eidam, aber auch Schwager, Vetter, Verwandter                                                 |
| nurus           | Schwiegertochter | allgemein: junge Frau, pronurus = Ehefrau des Enkels                                                    |
| levir           | Schwager         | Bruder des Ehepartners, Ehemann der Schwester                                                           |
| glos            | Schwägerin       | Schwester des Ehepartners, Ehefrau des Bruders                                                          |
| sororius        | Schwager         | Ehemann der Schwester, Bruder der Ehefrau                                                               |
| fratria         | Schwägerin       | Ehefrau des Bruders                                                                                     |
| vitricus        | Stiefvater       | Ehemann der Mutter                                                                                      |
| noverca         | Stiefmutter      | Ehefrau des Vaters                                                                                      |
| privignus       | Stiefsohn        | Sohn des Ehepartners                                                                                    |
| privigna        | Stieftochter     | Tochter des Ehepartners                                                                                 |

## Allgemein
| Latein        | Deutsch                                          | Bemerkungen     |
| ------------- | ------------------------------------------------ | --------------- |
| propinquus    | naher Verwandter                                 | auch: propincus |
| consanguineus | Blutsverwandter                                  |                 |
| cognatio      | natürliche Blutsverwandtschaft                   |                 |
| agnatio       | eheliche Blutsverwandtschaft in männlicher Linie |                 |